# Aglaia Gheorghe
Aglaia Gheorghe (n. 1 decembrie 1946) este o balerină română, coregraf, maestru de balet.

## Biografie
Aglaia Gheorghe a absolvit Liceul de Coregrafie din București în 1965. Urmează cursuri de perfecționare în coregrafie în cadrul Centrului de Perfecționare a Cadrelor din Cultură din București (1984-1986) și cursuri de specializare pedagogică la Școala de Balet „Grette Paluca” din Dresda, Germania (1986, 1992, 1993). În iunie 1965 intră prin concurs la Opera Română din București, unde a fost solistă, prim-balerină și maestră de balet.

## Activitate
S-a remarcat în roluri de prim-solistă, cu precădere acelea care cereau o mare forță expresivă, roluri dramatice și de caracter, în baletele Floarea de piatră de S. Prokofiev, Șeherezada de N. Rimski-Korsakov, Uvertura Cubana de G. Gershwin, Ucenicul vrăjitor de P. Dukas, Giselle de A. Adam, Frumoasa din pădurea adormită, Spărgătorul de nuci și Lacul lebedelor de P. I. Ceaikovski, Don Quijotte de L. Minkus, Albă ca Zăpada de I. Trăilescu, Bolero de M. Ravel, Lakme, Coppelia de L. Delibes etc. A jucat sub îndrumarea maeștrilor O. Danovschi, Tilde Urseanu, V. Marcu, I. Tugearu, Doina Andronache, Mihaela Atanasiu și Alexa Mezincescu. A făcut turnee în Cuba, Mexic, Spania, Portugalia, Suedia, Finlanda, Franța, Elveția, Grecia, Cehoslovacia, Iugoslavia, URSS, SUA etc. în paralel cu activitatea de la Operă, între anii 1965 și 1989,Aglaia Gheorghe a colaborat la TVR, în calitate de interpret și coregraf, în emisiuni muzicale si de divertisment realizate de T. Vornicu, D. Mihăescu, O. Dumitru, A. Bocăneț, Magda Huss, etc. 
A semnat coregrafii la emisiuni de televiziune, la Opera Română, la Teatrul Național din București, Teatrul „C. Tănase”...
In calitate de profesor a colaborat cu Liceul de Coregrafie, Universitatea Hyperion din Bucuresti si cu scoli de specialitate din Italia. 
```
In 2004 primeste distinctia MERITUL CULTURAL in grad de "Cavaler", de la Presedintele Romaniei.
In 2016 in Italia primeste cetatenia italiana
```